# Foreman of Bar Z Ranch
Foreman of Bar Z Ranch è un cortometraggio muto del 1915 diretto e interpretato da Tom Mix.

## Produzione
Il film fu prodotto dalla Selig Polyscope Company. Fu l'esordio sullo schermo per il leggendario stuntman Yakima Canutt.

## Distribuzione
Distribuito dalla General Film Company, il film - un cortometraggio in una bobina - uscì nelle sale cinematografiche statunitensi il 20 luglio 1915.
Negli anni venti, il film fu ampliato e distribuito in una versione di 4.800 metri (cinque rulli) che uscì negli Stati Uniti il 24 dicembre 1924. Nel Regno Unito, il film fu distribuito il 19 agosto 1926.